# Insula Lupilor

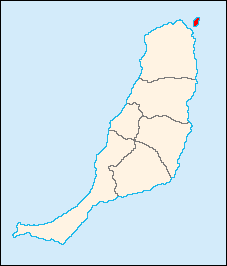

Insula Lupilor este o mică insulă din Oceanul Atlantic, la nord de Fuerteventura. Politic aparține de municipiul La Oliva, în provincia Las palmas, Insulele Canare, Spania.

### Descriere
Este o mică insulă de aproximativ 4,5 km² situată la nord-est de insula Fuerteventura. Canalul de mare care separă insulele se numește El Rio, (Râul) în strâmtoarea Bocaina, a cărei adâncime nu depășește 10 m. Insula poate fi văzută cu claritate din insula Fuerteventura din locul numit Corralejo.
Face parte din Parcul național al Dunelor din Corralejo și Insula Lupilor. Adăpostește peste 130 de specii vegetale și mai multe specii de păsări, printre care Otis tarda și Calonectris diomedea. Conține arii de rezervă submarină și o mare bogăție ecologică.
Numele se datorează faptului că în trecut țărmul era populat cu lupi marini, cunoscuți de asemenea ca foca calugariță, acum în pericol de dispariție. Pescarii au eliminat specia, deoarece credeau că reducea resursele marine din zonă, animalul având nevoie de 30–40 kg de pește zilnic. În prezent se fac eforturi pentru reintroducerea lupilor marini în zonă, deși pescarii nu privesc cu ochi buni aceste animale.

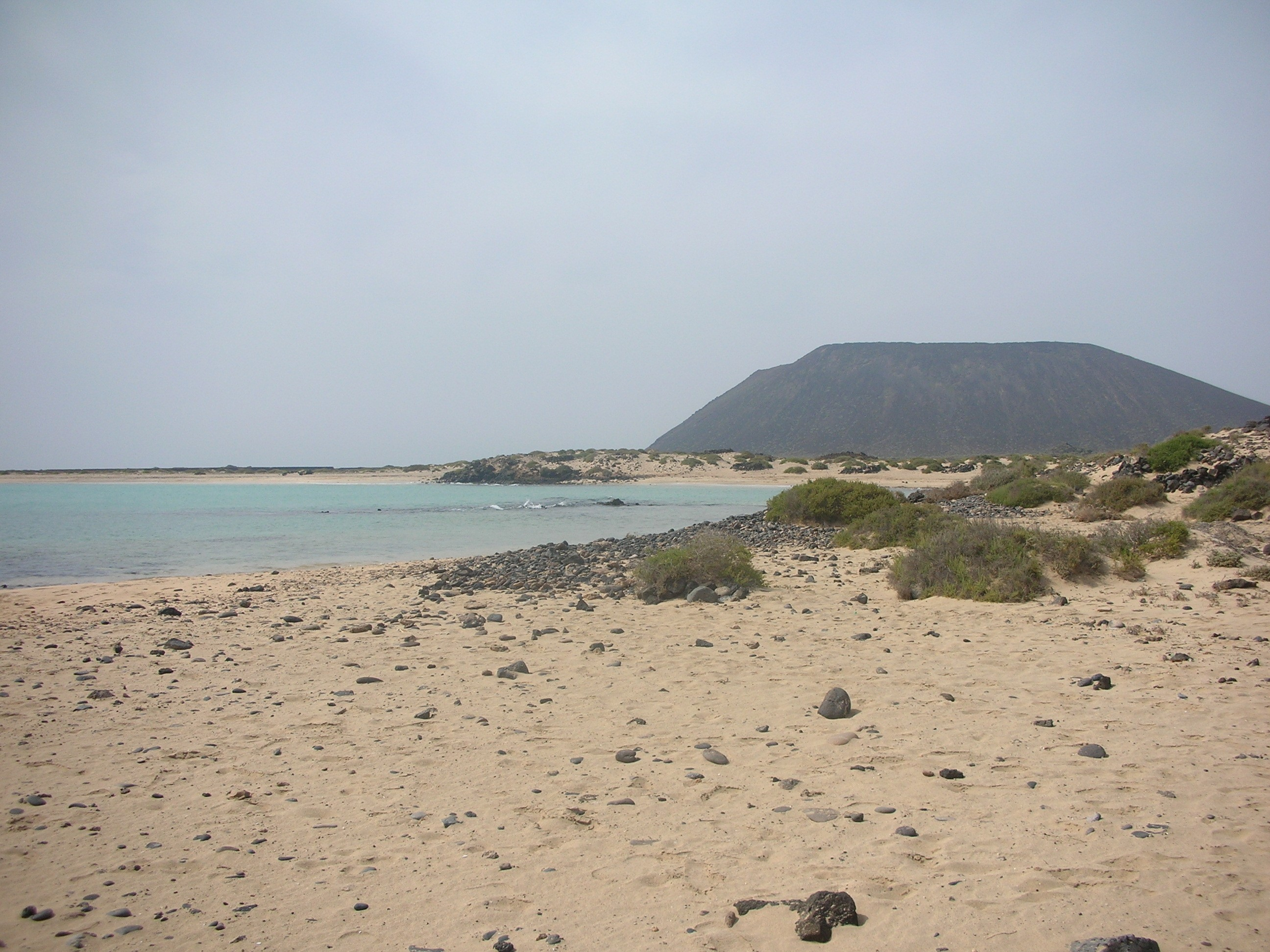
Plaja la Concha (Scoica) din Insula Lupilor

Înălțimea maximă se atinge în La Caldera, 127 m.
Insula a fost locuită până în 1968 de un îngrijitor al farului, Antonio Hernandez Paez și familia lui. Farul a fost restaurat și azi funcționează automat.
Insula este vizitată de către pescari, turiști și scafandri. Există un serviciu de transport care leagă Corralejo din insula Fuerteventura. Există un restaurant condus de descendenții lui Antonio.
În insula Lupilor s-a născut scriitoarea spaniola Josefina Pla.